# Parní stroj Marx

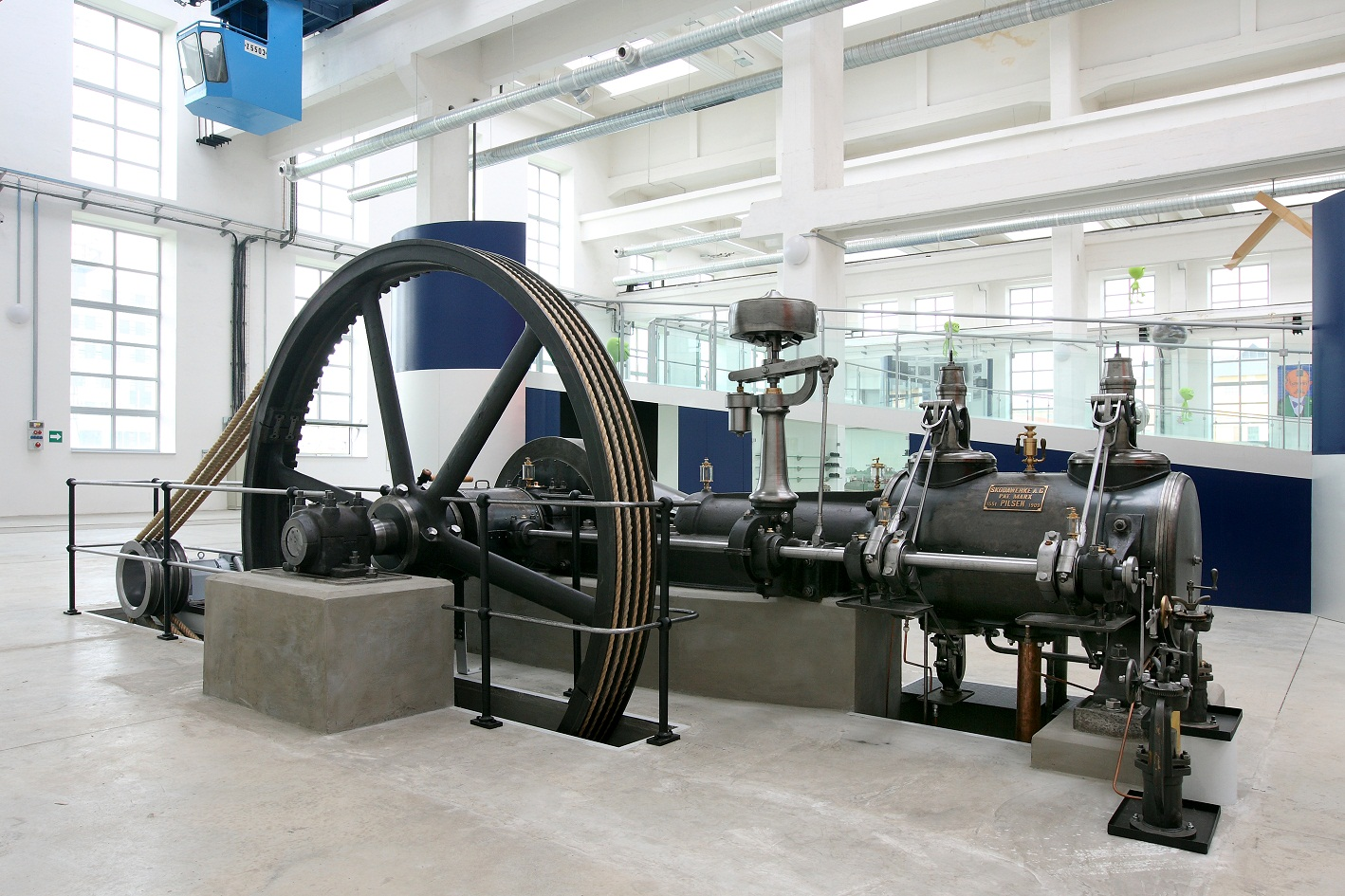
Parní stroj Marx v Techmanii

Parní stroj Marx je technická památka, která byla vyrobena v plzeňské Škodovce roku 1909. Od srpna 2010 slouží jako demonstrační exponát pro účely neformálního vzdělávání v plzeňském science centru Techmania.
I když se parní stroj dochoval ve velmi slušném stavu díky konzervaci, kotel, jeho podstatná a zároveň také největší část, se nedochovala. Vzhledem k tomu se k jeho rozběhu používá elektromotor, který je připojený k setrvačníku. Parní stroj tedy již nefunguje jako pohon, ale jako spotřebič.

## Historie
Stroj vyrobila firma Škoda, tehdy nazývaná Skodawerke A.G. v roce 1909. O prvních letech umístění a provozu stroje ale není oficiálně nic známo. Ve třicátých letech 20. století sloužil na pile Kieswetter v Krašovicích na severním Plzeňsku. Ta však byla v padesátých letech nuceně zestátněna a Marx zakonzervován. V roce 1998 jej společnost Škoda získala od majitele pily pro zamýšlené podnikové muzeum, po jehož zrušení však připadl plzeňskému science centru Techmania. V létě 2010 byla odborníky ze společnosti Škoda Power s.r.o. – A Doosan company dokončena celková rekonstrukce parního stroje, který byl 17. srpna odhalen v expozicích science centra Techmania.

## Technický popis

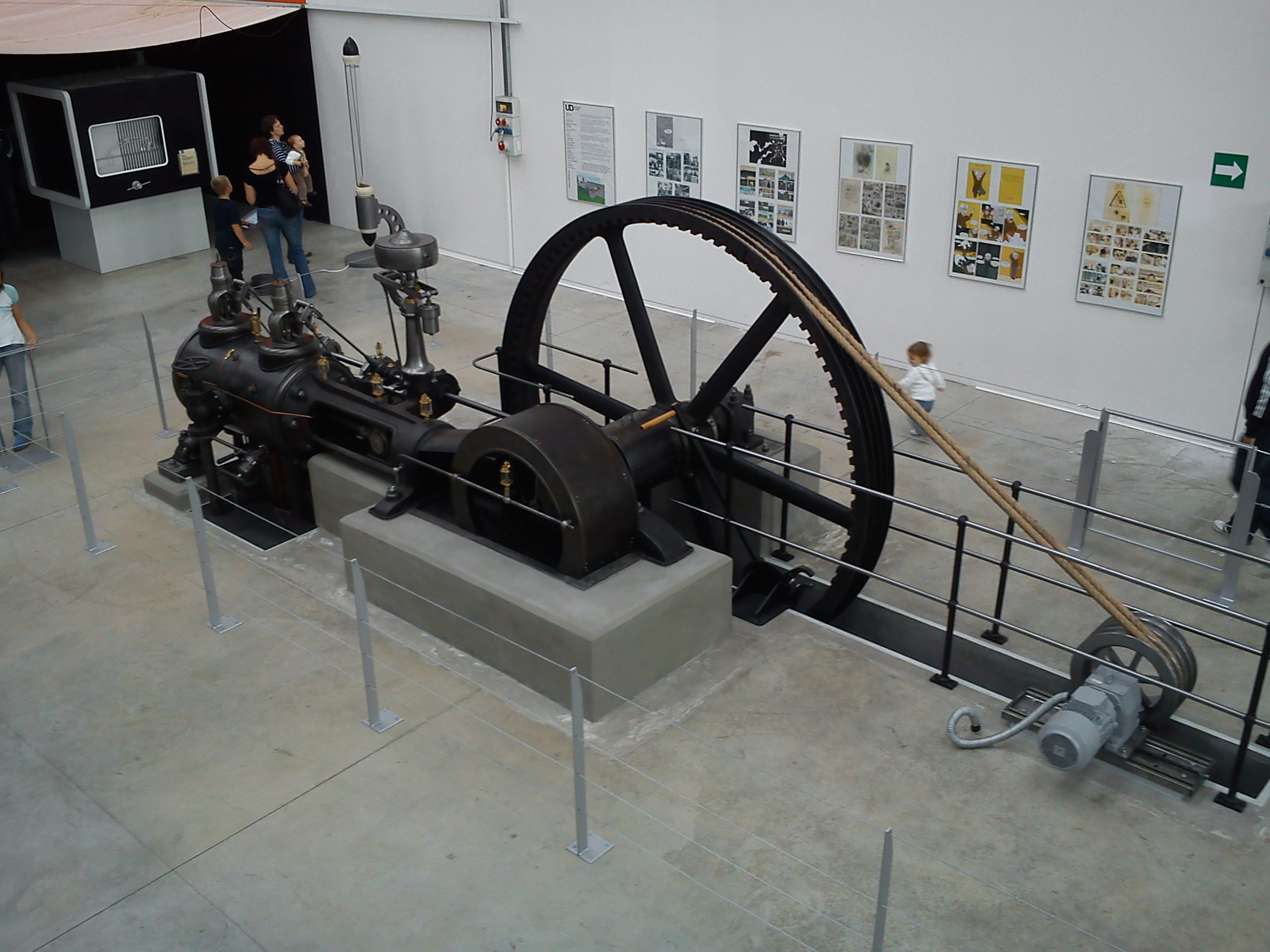
Parni stroj MARX

Technicky se jedná o jednoválcový ležatý parní stroj s ventilovým rozvodem páry, tzv. patent Marx, podle něhož stroj nese své jméno (u starších typů parních strojů se používala tzv. šoupátka). Stroj má precisní rozvod s vysmekávacímy ventily typu Sulzer. Na horní straně strojního válce jsou umístěny vstupní ventily, které střídavě zajišťují vstup páry na obě strany pístu. Pod válcem jsou ventily výstupní, vpouštějící páru do výfuku. Byl zde použit tzv. uzavřený okruh páry, tzn. že pára nikam neunikala, ale pomocí výfuku byla odváděna do kondenzátoru, kde se z ní stávala opět voda, která se následně vracela zpět do kotle. Regulaci stroje zajišťoval kuželový odstředivý regulátor systému Hartung. Setrvačník, který je koncovým stupněm celého stroje, má v průměru 3 m a váží téměř 2 tuny. Originální parní kotel s přehřívačem se však nedochoval.
Regulace probíhala změnou plnění páry, čímž byla lépe využita její expanze. Mazání stroje zajišťovaly zkapávací maznice. Jedná se o mazání ztrátové. Olej zachycený pod strojem bylo možno po přefiltrování znovu použít. Mazání ucpávek a pístu obstarávaly dva Molerupovy mazací lisy. Stroj byl postaven na přehřátou páru o tlaku 1,2 MPa (12 atmosfér). V současné době se parní stroj otáčí velmi pomalu, konkrétně rychlostí 5 otáček za minutu, původní rychlost ovšem činila 100 otáček za minutu. Výkon parního stroje dosahoval při plné rychlosti 150 HP. Zásadní nevýhodou parních strojů však byla jejich velice malá účinnost (5–12 %). Tento parní stroj dosahoval účinnosti jen kolem 6 %, což znamená, že 94 % energie bylo spotřebováno na ztráty třením a na tepelnou přeměnu. To byl také hlavní důvod, proč byly postupem času parní stroje nahrazeny účinnějšími spalovacími motory a elektromotory.